# Lucien-Anatole Prévost-Paradol
Lucien-Anatole Prévost-Paradol (Parigi, 8 agosto 1829 – Washington, 20 luglio 1870) è stato un giornalista e saggista francese.

## Biografia
Lucien-Anatole Prévost-Paradol era ufficialmente figlio di Vincent-François Prévost e di Anne Catherine Lucinde Prévost-Paradol (1798-1843), attrice della Comédie-Française, ma in realtà era figlio naturale di Léon Halévy (1802-1883), discepolo ebreo di Saint-Simon. Nascose la sua origine ebraica sia per evitare problemi di anti-semitismo al tempo di Napoleone III, sia per avere la possibilità di accedere all'Académie française.
Studiò al Collège de Bourbon e all'École normale supérieure, ma non poté finire perché abbandonò a seguito delle proteste che aveva fatto inutilmente, anche a nome di altri studenti, per il colpo di Stato del 2 dicembre 1851, quando la scuola venne piuttosto consegnata.
Più tardi riuscì, anche con l'aiuto dei suoi professori che ne avevano apprezzato il coraggio, a ottenere comunque una cattedra in letteratura ad Aix-en-Provence nel 1855, dove però si dimise dopo un anno per diventare giornalista politico per il "Journal des débats", collaborando anche a "Courrier du dimanche" e, brevemente, a "La Presse". Ricevette delle offerte anche dal "Journal de Genève" e dal "London Evening Post", mentre "The Times" gli pubblicò lo studio La Presse en France et en Angleterre.
Nel 1865 fu eletto allAcadémie française nel seggio 37 che fu di Jean-Jacques Ampère. Questa elezione fece un certo scandalo, sia per la sua relativa giovinezza, sia per non aver in fondo composto molte opere oltre gli Essais de politique et de littérature (1859-1866, in 3 serie) e gli Essais sur les moralistes français suivies de quelques réflexions sur divers sujets (1864). Raccolse anche Quelques pages d'histoire contemporaine. Lettres politiques (1862-1867, in 4 serie) e fece una bella prefazione ai saggi di Montaigne.
Il suo libro, La France nouvelle (1868), è stato uno dei riferimenti principali dell'orleanismo e del liberalismo francesi. Fu anche in prigione e venne indicato come uno dei principali oppositori del secondo Impero francese.
Con l'arrivo al potere di Émile Ollivier, Prévost-Paradol accettò il posto di ambasciatore di Francia presso gli Stati Uniti, cosa che gli procurò attacchi da parte dei repubblicanisti, ma appena installato a Washington scoppiò la guerra franco-prussiana e, disperato, si suicidò con un colpo di pistola, non prima di aver scritto  una lettera in cui avvertiva i compatrioti della crescita della potenza militare tedesca che avrebbe portato senza dubbio i francesi ad essere schiacciati dal nemico.